# Kolašin
Kolašin (srbsky Колашин) je město v severní části Černé Hory. Je centrem stejnojmenné opštiny s 8 380 obyvateli; v samotném Kolašinu žije 2 725 obyvatel (2011). Jedná se o neoficiální centrum regionu Morača, který byl pojmenován podle stejnojmenné řeky.

## Dějiny
Kolašin vznikl jako opevněné sídlo v 17. století za vlády Osmanské říše. Vesnice na místě současného města byla nicméně připomínána poprvé v dekretu tureckého sultána v roce 1565. Turecké město získalo své jméno podle původní vesnice, která měla slovanské obyvatelstvo.
V roce 1878 se město stalo na základě rozhodnutí o změnách hranic, které byly odsouhlaseny na Berlínském kongresu, součástí Černé Hory. Nedlouho předtím však probíhala v oblasti četná povstání místního pravoslavného obyvatelstva proti tureckým správcům podobně, jako tomu bylo například v nedaleké Bosně.
Během druhé světové války pobili komunističtí partyzáni v Kolašinu 350 civilistů.[zdroj?] Ve dnech 15. a 16. listopadu 1943 se ve městě uskutečnilo první zasedání Antifašistické rady národního osvobození Černé Hory a Boky, které se účastnilo 544 zástupců ze všech oblastí Černé Hory. Byly zde položeny základy fungování republiky, která se po válce stala součástí Jugoslávie. Dne 29. prosince 1944 město osvobodila 5. černohorská proletářská brigáda.
Od roku 1975 má město železniční spojení se zbytkem bývalé Jugoslávie. Na začátku 21. století se zde a v okolí rozvíjí především vysokohorská turistika. Východně od města se nachází lyžařské centrum a pohoří Ključ a Biogradska gora.